# Charles Masy
Charles Masy, manchmal auch Charles Mazy (* 1925) ist ein ehemaliger belgischer Söldner während der Simba-Rebellion im Kongo. Bekannt wurde er durch Foto- und Filmaufnahmen, in denen er mit menschlichen Schädeln posierte.

## Leben
Eigener Aussage zufolge wurde Masy mit 17 Jahren Mitglied im belgischen Widerstand und noch während des Krieges im belgischen SAS. Nach dem Krieg diente er demnach bei den Para-Commandos. Er verließ Belgien Richtung Kongo, nachdem er einen Polizisten zusammengeschlagen hatte. Während der Katanga-Sezession heuerte Masy als einer der ersten Söldner bei den von belgischen Offizieren geführten Streitkräften des neu ausgerufenen Staates an, wo er bis zur Niederschlagung des Aufstandes im Jahr 1962 blieb 1962 diente er unter Bob Denard in der Gruppe Bison aus 25 Europäern und 50 Afrikanern.
Während der Simba-Rebellion zweieinhalb Jahre später diente Masy im 5. Kommando des irischen Söldnerführers Mike Hoare. Er nahm an der ersten Aktion der Einheit teil, dem desaströsen Angriff auf Albertville und später an der Befreiung von Stanleyville. Am 21. August 1964 wurde er zum Leutnant und Nachschuboffizier ernannt. Vom 9. September 1964 an diente er im 52. Kommando unter Siegfried Müller, einem Zug des 5. Kommandos, als Verbindungsoffizier. Er war am gescheiterten Angriff auf Boende am 19. September beteiligt, als dessen Folge fast die Hälfte von Müllers Männern die Einheit verließ. Gegenüber dem Stern-Reporter Gerd Heidemann begründeten die Söldner ihren Weggang auch mit ihrer Unzufriedenheit mit Masy, den sie als Draufgänger und Cowboy bezeichneten. In dieser Zeit entstanden Foto- und Filmaufnahmen, in denen Masy mit Totenköpfen posierte. Veröffentlicht wurden sie beispielsweise von der Illustrierten Quick. Im Dokumentarfilm Africa Addio hantierte Masy ebenfalls mit drei menschlichen Schädeln.
In dem DDR-Propagandafilm Der lachende Mann – Bekenntnisse eines Mörders der Regisseure Walter Heynowski und Gerhard Scheumann sprechen diese ihren Interviewpartner Siegfried Müller auf Masy an: „Er ist bekannt dafür geworden, ein Spezialist für das Herstellen von Schädeln zu sein.“ Darauf Müller: „Diese Bilder die bekannt sind – das ist eine Ironie. (...) Masy hat Totenköpfe, die abgefressen waren von Insekten, von Würmern und so weiter, hat er abgewaschen und nicht ausgekocht. Das ist eine Geschichte, gut für die Presse. (...) Diese Fotos, wurden gemacht, nicht weil er interessiert war an den Totenköpfen - er hatte schon einen -, sondern die Presseleute wollten welche als Souvenir haben.“ Die Schilderung von Müller wird mit zwischengeschnittenen Fotos von Masy beim Hantieren mit den Totenköpfen illustriert. Ein Bild von Masy mit aufgespießtem Totenkopf zierte den 1967 von Heynowski und Scheumann herausgegebenen Bildband Kannibalen, der die Söldner als Handlanger des westlichen Imperialismus darstellen sollte.
In den siebziger und achtziger Jahren betrieb Masy in Brüssel die Bar La Renaissance, bei Stammkunden besser bekannt als Simba-Bar, weil sie angeblich das einzige Lokal außerhalb Katangas war, in der Simba-Bier ausgeschenkt wurde. In der Bar trafen sich Veteranen der Kriege in Angola, Biafra und dem Kongo. Während des Bürgerkriegs in Angola diente Masys Bar in Brüssel als Anlaufstelle für Söldner, die sich in diesem Krieg für die vom Westen gestützte Unabhängigkeitsbewegung FNLA verdingen wollten. Noch in den Achtzigern war sie ein Treffpunkt für Söldner auf der Suche nach einem Auftrag sowie für belgische und ausländische Soldaten.

## Filme
- Walter Heynowski/Gerhard Scheumann (Buch und Regie): Der lachende Mann. Bekenntnisse eines Mörders, 1966
- Gualtiero Jacopetti/Franco Prosperi (Regie): Africa Addio, 1966
- Siegfried Ressel (Buch und Regie): Kongo Müller. Eine deutsch-deutsche Geschichte, 2010